# کورچنا (استان پودکارپاتسکیه)
کورچنا (به لهستانی:  Korczyna) یک روستا در لهستان است که در گمینا کورچنا واقع شده‌است.
 کورچنا  ۶٬۰۰۰ نفر جمعیت دارد.